# Ilitch Holdings
Ilitch Holdings, Inc. är ett amerikanskt holdingbolag som förvaltar den amerikanska miljardären Mike Ilitchs företagssfär som han kontrollerade fram till sin död den 10 februari 2017. Inom företagsfären utmärker det sig ishockeylaget Detroit Red Wings i NHL och basebollaget Detroit Tigers i MLB.
Företaget har sitt huvudkontor i Detroit i Michigan.

## Tillgångar
- 313 Presents
- Blue Line Foodservice Distribution
- Champion Foods
- Detroit Red Wings
- Detroit Tigers
- Little Caesars
- Motorcity Casino
- Olympia Development
- Olympia Entertainment
- Pizza Kit